# Verzoeten

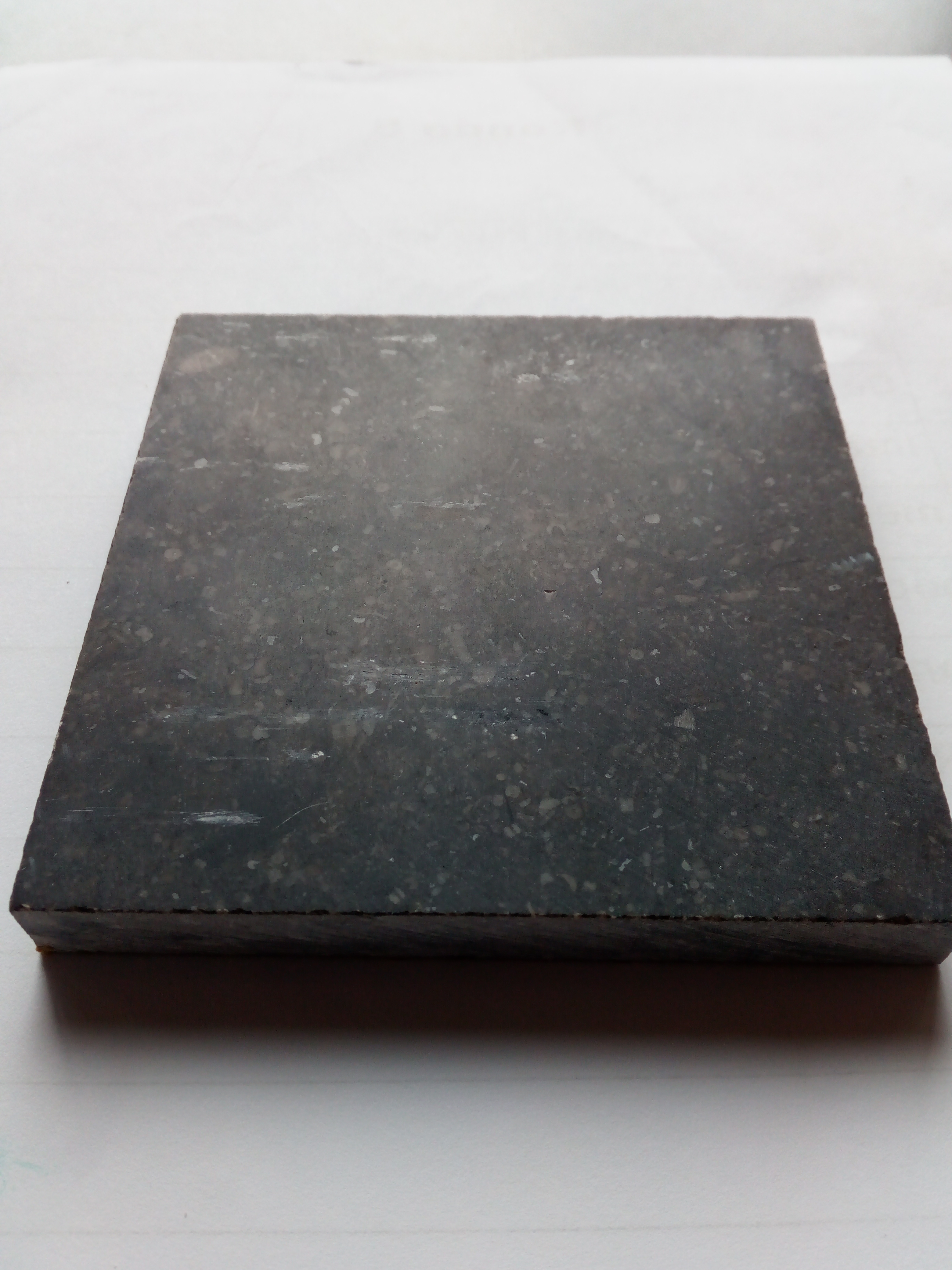
Lichtblauw verzoete blauwsteen

Verzoeten of zoeten is een gladde oppervlakteafwerking van natuursteen, evenals polijsten. Waar polijsten een hoogglansresultaat geeft, leidt verzoeten echter tot een minder sterke glans van het oppervlak. Verzoeten is de laatste fase van het schuurproces van natuursteen. Een lichte glans wordt wel aangeduid als "licht gezoet", matglans als "gezoet" en een glans die nadert aan hoogglans als "donker gezoet". Om het materiaal te polijsten wordt het na het verzoeten bewerkt met een polijstschijf of polijstvilt.
Verzoeten wordt ook om praktische redenen toegepast. Op veel belopen vloeren kan een polijstlaag bijvoorbeeld te snel afslijten of kan een gepolijste vloer (zeker als die nat wordt) glad en dus te gevaarlijk worden. Een verzoete vloer kan dan een geschikter glanzend alternatief zijn.
Het woord is afgeleid van het Franse werkwoord adoucir dat verzachten betekent. Een alternatieve term voor verzoet die veelvuldig wordt gebruikt is 'gezoet'.